# Supertaça Cândido de Oliveira 2014
La Supertaça Cândido de Oliveira 2014 è stata la 37ª edizione di tale competizione, la 14ª a finale unica. Si è disputata il 10 agosto 2014 allo Stadio comunale di Aveiro. La sfida ha visto contrapposte il Benfica, vincitore della Primeira Liga 2013-2014 oltre che della Taça de Portugal 2013-2014 e il Rio Ave, in qualità di finalista perdente della coppa nazionale.
Per la quarta volta nella propria storia, grazie ad un parziale di 3-2 maturato ai calci di rigore, il Benfica si è aggiudicato il trofeo.

## Tabellino
| Arbitro: | Duarte Gomes |

|                         |                      |                                                       |
| Derley Lima Bebé Luisão | Tiri di rigore 3 – 2 | Tarantini Filipe Augusto Ukra Diego Lopes Tiago Pinto |

| Benfica | Rio Ave |

### Formazioni
| Benfica     |    |                     |     |      |
|             |    |                     |     |      |
| P           | 1  | Artur               |     |      |
| D           | 14 | Maximiliano Pereira |     |      |
| D           | 4  | Luisão (c)          |     |      |
| D           | 33 | Jardel              |     |      |
| D           | 19 | Eliseu              |     |      |
| C           | 6  | Rúben Amorim        |     |      |
| C           | 35 | Enzo Pérez          | 44’ |      |
| C           | 18 | Eduardo Salvio      |     | 106’ |
| C           | 30 | Talisca             |     | 69’  |
| A           | 10 | Nicolás Gaitán      |     | 100’ |
| A           | 11 | Lima                |     |      |
| Sostituti:  |    |                     |     |      |
| P           | 13 | Paulo Lopes         |     |      |
| D           | 34 | André Almeida       |     |      |
| D           | 37 | César               |     |      |
| C           | 15 | Ola John            |     | 100’ |
| A           | 9  | Derley              |     | 69’  |
| A           | 22 | Franco Jara         |     |      |
| A           | 32 | Bebé                |     | 106’ |
| Allenatore: |    |                     |     |      |
| Jorge Jesus |    |                     |     |      |

| Rio Ave       |    |                    |      |     |
|               |    |                    |      |     |
| P             | 1  | Cássio             | 110’ |     |
| D             | 16 | Nuno Lopes         |      | 88’ |
| D             | 46 | Marcelo            |      |     |
| D             | 3  | Prince             |      |     |
| D             | 15 | Tiago Pinto        | 53’  |     |
| C             | 8  | Tarantini (c)      |      |     |
| C             | 20 | Pedro Moreira      |      | 55’ |
| C             | 7  | Filipe Augusto     | 80’  |     |
| A             | 17 | Ukra               |      |     |
| A             | 29 | Yonathan Del Valle |      |     |
| A             | 9  | Ahmed Hassan       |      | 55’ |
| Substitutes:  |    |                    |      |     |
| P             | 93 | Ederson            |      |     |
| D             | 25 | Roderick           |      |     |
| D             | 14 | André Vilas Boas   |      |     |
| D             | 30 | Alhassan Wakaso    |      | 80’ |
| C             | 10 | Diego Lopes        | 90’  | 55’ |
| C             | 11 | Renan Bressan      |      |     |
| A             | 13 | Emmanuel Boateng   |      | 55’ |
| Allenatore:   |    |                    |      |     |
| Pedro Martins |    |                    |      |     |